# King of the Royal Mounted
King of the Royal Mounted est une série de bande dessinée américaine qui a été publiée sous la forme de comic books et de comic strips, consacrée aux aventures d'un agent de la police montée canadienne
Cette série peut se vanter d’avoir plusieurs  créateurs. Le personnage de Dave King de la police montée canadienne aurait été façonné par Stephen Slesinger, tandis que Allen Dean le lançait dans les pages dominicales le 17 février 1935 pour le compte du King Features Syndicate. Enfin Zane Grey, célèbre auteur de westerns, apporta la dernière touche en reprenant le personnage juste avant son décès en 1939.
Si aujourd'hui cette bande est passablement oubliée, son importance à l'époque était indéniable puisque plus d'une centaine de comic strips lui ont été consacrés et qu'on la retrouve dans près de 200 albums et comic books. Elle a enfin inspiré quelques imitations, assez célèbres à leur époque, comme Sergeant Preston of the Yukon et Jim Canada.

## Contexte
Sa popularité est indéniable puisque dès 1936 un premier film est réalisé par Howard Bretherton.
Ce premier opus est suivi par deux serials. Le premier (1940) en 12 épisodes est réalisé par John English et William Witney.
Ce serial sera transformé en film de 68 minutes en 1942 sous le titre de Yukon Patrol.
Enfin, le dernier serial, toujours en 12 épisodes, sera dû au seul William Witney. Ces deux « films à épisodes » bénéficiaient de la même vedette à savoir Allan Lane et tous deux étaient des fleurons des studios Republic, la firme qui produisait, entre autres, les films de John Wayne.
Cette présence cinématographique, couplée à des daily strips qui dureront jusqu’en 1955 ne pouvaient qu’attirer l’attention de Dell et Western Publishing.

## Histoires
Avec son uniforme rouge, son isolement dans la solitude des paysages canadiens, Dave King apportait une touche d’exotisme par rapport aux westerns traditionnels. Pour le reste, on reste dans des schémas tout à fait prévisibles. Il semble en fait que Zane Grey ait peu collaboré à la série, son nom étant essentiellement utilisé, contre espèces sonnantes et trébuchantes, pour des raisons publicitaires.
Si la série a eu en son temps un succès important, elle est aujourd’hui quasiment oubliée. Pourtant elle a inspiré un certain nombre d’imitations (voir infra).

## Comic Strips
Voici une liste malheureusement incomplète des aventures en comics strips.
1.	Silk Smugglers 15 mars - 22 mai 1937
2.	One Man Empire 24 mai - 10 juillet 1937
3.	Kobee Diamond 12 juillet - 4 septembre 1937
4.	Vengence Under Northern Lights 6 septembre - 30 octobre 1937
5.	Checkerboard Outlaw 1er novembre 1937 - 19 février 1938
6.	Murder On Peace River 21 février - 30 avril 1938
7.	Loco Mystery At High Gap 2 mai – 16 juillet 1938
8.	Border Terror 18 juillet – 1er octobre 1938
9.	Montenay Lodge Mystery 3 octobre - 17 décembre 1938
10.	Mystery Of The Red Triangle 19 décembre 1938 - 4 mars 1939
11.	Secret Of Roaring River 6 mars – 22 avril 1939
12.	Monster Of The Deep 24 avril - 24 juin 1939
13.	Feud Of Crooked Lake 26 juin – 12 août 1939
14.	Ghost Guns At Roaring River 30 octobre 1939 - 20 janvier 1940
15.	Girl Fur Thief 22 janvier - 30 mars 1940
16.	Accused 1er avril - 25 mai 1940
17.	Masked Riders Of The Night 27 mai - 20 juillet 1940
18.	Trail Of The Shark Gang 22 juillet - 14 septembre 1940
19.	The Slave Pit 16 septembre - 9 novembre 1940
20.	The Mystery Of Fraser Ranch 11 novembre 1940 - 4 janvier 1941
21.	Trader Jim 6 janvier - 1er mars 1941
22.	Flaming Vengeance 3 mars - 19 avril 1941
23.	Polka Dot Pirate 21 avril - 12 juillet 1941
24.	Murder In The Arctic 14 juillet - 1er novembre 1941
25.	Orphan Of The Conflict 9 février - 18 avril 1942
26.	Nitro The Bank Robber 20 avril - 20 juin 1942
27.	Money From Heaven 22 juin - 8 août 1942
28.	The Rookie And The Lady 10 août - 19 septembre 1942
29.	Fire! 26 septembre - 21 novembre 1942
30.	The Rogue 19 avril - 7 août 1943
31.	Mixed Signals 9 août – 13 novembre 1943
32.	The Glowing Ghost 15 novembre 1943 - 29 janvier 1944
33.	The Headless Hermit 31 janvier - 8 avril 1944
34.	The Robot 10 avril - 17 juin 1944
35.	The Make-Up Murders 19 juin - 9 septembre 1944
36.	The Beard 11 septembre - 28 octobre 1944
37.	Case Of The Greedy Guide 9 février - 3 avril 1948
38.	The Gusher Murder Case 5 avril - 19 juin 1948
39.	The Tough Guy 27 septembre - 20 novembre 1948
40.	One Winter Night 22 novembre 1948 - 1er janvier 1949
41.	Case Of The Hunted Hunter 3 janvier - 5 mars 1949
42.	Vampire’s Gold 7 mars - 14 mai 1949
43.	Thrill Drivers 16 mai - 23 juillet 1949
44.	Silver Fox 25 juillet - 8 octobre 1949
45.	The Hobo 10 octobre - 3 décembre 1949
46.	Case Of The Kindhearted Killer 5 décembre 1949 - 11 février 1950
47.	Sign Of The Bat 13 février - 8 avril 1950
48.	Too Heavy To Carry 11 avril - 27 mai 1950
49.	Case Of The Crumpled Fenders 29 mai - 2 septembre 1950
50.	The Locket 4 septembre - 25 novembre 1950
51.	Saboteurs 27 novembre 1950 - 20 janvier 1951
52.	Tale Of The Telltale Tape 22 janvier - 14 avril 1951
53.	Case Of The Careful Cyclist 16 avril - 30 juin 1951
54.	Strange Case Of The Singing Wheels 2 juillet - 8 septembre 1951
55.	Trapline Treachery 31 décembre 1951 - 23 février 1952
56.	Case Of The Jumping Buoys 25 février - 19 avril 1952
57.	Case Of The Long Lost Past 21 avril - 26 juillet 1952
58.	A Holiday With Strings 28 juillet - 27 septembre 1952
59.	The Vanishing Man 15 décembre 1952 - 7 février 1953
60.	The Genius 9 février - 18 avril 1953
61.	Case Of The Tattle Tale Echo 20 avril - 13 juin 1953
62.	The Millionaire 15 juin - 15 août 1953
63.	Trail Of The Comet 17 août - 24 octobre 1953
64.	The Contract 26 octobre 1953 - 13 février 1954

## Albums
1.	King of the Royal Mounted, 1936, Big Little Book
2.	King of the Royal Mounted and the Northern Treasure, 1937, Big Little Book
3.	King of the Royal Mounted Gets His Man, 1938, Big Little Book
4.	King of the Royal Mounted and the Great Jewel Mystery, 1939, Better Little Book
5.	King of the Royal Mounted and the Long Arm of the Law, 1942, Better Little Book

## Comic books

### David McKay Publications

#### Feature Book
#1 -May 1937

Revue de 76 pages mais sans plus de precision ;

##### King Comics
Présence certaine du #7 au # 19 et #24 et 60.
Rythme de parution de quatre planches par numéro.

### Dell Comics

#### Red Ryder
Présence certaine à chaque numéro dès le premier de la revue (#6) au moins jusqu’au #32 mais les détails sont par trop manquants. On peut penser qu’il en va de même par la suite jusqu’au #73 mais sans aucune preuve.
Ne sont retenus dans la liste qui suit que les épisodes renseignés.
À partir du #55, la série change de style avec une mise en abyme par l’introduction de Telecomics.
Pour faire simple, il s’agit par exemple de l’irruption d’enfants qui interpénètrent les aventures de Dave King. De l’aventure traditionnelle on ripe vers l’humour. L’esprit originel n’y est plus vraiment, c’est la raison pour laquelle, ces épisodes n’ont pas été retenus.
#10 – novembre 1942

1.	King wants all records of his previous arrests… – 12 planches
Tiré des strips quotidiens du 29 septembre 1939 au 19 octobre 1939. 

Scénario : Gaylord Du Bois / Dessins : Jim Gary

#12 – mars 1943

2.	Attempting to rescue King… – 12 planches
Scénario : Gaylord Du Bois / Dessins : Jim Gary

#17 – janvier 1944

3.	Believing the actress, Miss Brenner… – 9 planches
Scénario : Gaylord Du Bois / Dessins : Jim Gary

#18 – février 1944

4.	Wanted for Murder – 9 planches
#19 – mai 1944

5.	King Has Finally Caught Up With the Murderess…– 7 planches
#22 – novembre 1944

6.	Escaping from the mine… – 7 planches
Scénario : Gaylord Du Bois / Dessins : Jim Gary

Reprise des strips de 1942.

#23 – janvier 1945

7.	While arresting pearl-smuggling Shark's henchman… – 7 planches
Scénario : Gaylord Du Bois / Dessins : Jim Gary

Reprise des strips de 1940.

#24 – mars 1945

8.	Knowing that he will be rescued by Shark… – 7 planches
Dessins : Jim Gary

#25 – janvier 1945

9.	Shark, the Pearl Smuggler… – 7 planches
Dessins : Jim Gary

#27 – octobre 1945

10.	Another armed guard! – 6 planches
#28 – novembre 1945

11.	Barn Fire – 6 planches
#29 – décembre 1945

12.	What about Doctor Lake? – 6 planches
#31 – février 1946

13.	Get off our boat, Tyson! – 10 planches
Dessins : Jim Gary

#33 – avril 1946

14.	Although the Pyromaniac King Found is dead… – 10 planches
Dessins : Jim Gary

#34 – avril 1946

15.	Knowing that he will be rescued by Shark… – 10 planches
Dessins : Jim Gary

#35 – juin 1946

16.	Sans titre – 10 planches
#37 – août 1946

17.	Hurry up, Quill! – 10 planches
Dessins : Jim Gary

#40 – novembre 1946

18.	Having made Peace… – 10 planches
Dessins : Jim Gary

#42 – janvier 1947

19.	On second thought, King, what Aurora has to say… – 10 planches

#49 – août 1947
20.	Sans titre – 10 planches
#51 – novembre 1947
21.	Sans titre – 13 planches
#53 – décembre 1947
22.	Eeoof! Am I tired! – 13 planches
Dessins : Jim Gary
#54 – janvier 1948
23.	Sans titre – 6 planches

##### Four Color
#207 – décembre 1948

1.	The Suspicious Death of Sir Basil – 32 planches (Scénario et dessins : Jim Gary). Reprise de strips quotidiens parus en 1940.
#265 – février 1950
2.	Beard, the Blind Beggar / Plot to Kill Prudence Plenty – 50 planches (Scénario et dessins : Jim Gary). Reprise de strips quotidiens parus en 1944 et 1945.
#283 – juillet 1950
3.	Nitro the Bank Robber / The Found Money – 50 planches (Scénario et dessins : Jim Gary). Reprise de strips quotidiens parus en 1942.
#310 – janvier 1951
4.	The Musketeer –50 planches (Scénario et dessins : Jim Gary). Reprise de strips quotidiens parus en 1945.
#340 – juillet 1951
5.	The Murder of Slick Jon – 34 planches (Scénario et dessins : Jim Gary avec l’appui de Rodlow Willard pour les dessins). Reprise de strips quotidiens parus en 1945.
#363 –décembre 1951
6.	Framed by R. I. Peace – 34 planches (Scénario et dessins : Jim Gary). Reprise de strips quotidiens parus en 1945 et 1946.
#384 – mars 1952
7.	The Domino Killer – 34 planches (Scénario et dessins : Jim Gary). Reprise de strips quotidiens parus en 1945 et 1946.

##### King of the Royal Mounted
Tous les scénarios sont signés Gaylord Du Bois.
Stan Campbell réalise les dessins du #8 (juin 1952) au #19 (avril 1955). Bob Fujitani lui succède à partir du #20 (mars 1956) jusqu’à la fin.
À partir du #23 (décembre 1956) et jusqu’à la fin (#28 mars 1958) la série Men of the Wilderness, en général quatre pages, complète les épisodes de King of the Royal Mounted.

#8 – juin 1952

8.	The Castle in the Forest – 34 planches
#9 – septembre 1952

9.	The Deadly Canyon –34 planches
#10 – décembre 1952

10.	Zane Grey's King of the Royal Mounted Meets Terror in the Wilderness – 34 planches
#11 – mars 1953

11.	Zane Grey's King of the Royal Mounted Beards the Red Lion – 34 planches
#12 – juin 1953

12.	Trader of Two-Face Mountain – 34 planches
#13 – septembre 1953

13.	Menace of the Mountains – 34 planches
#14 – décembre 1953

14.	Stolen Secrets – 34 planches
#15 – mars 1954

15.	Valley of Fear – 34 planches
#16 – juin 1954

16.	King Trails the Loup Garou – 34 planches
#17 – septembre 1954

17.	Caribou Gold – 34 planches
#18 – décembre 1954

18.	King and the Grumbling Mountain – 34 planches
#19 – avril 1955

19.	The Stolen Weapon – 34 planches
#20 – mars 1956

20.	King Brings War Medicine – 17 planches
21.	The Lost Eskimos – 17 planches
#21 – juin 1956

22.	The Menace of Half-Moon Island – 17 planches
23.	A Message to Wapasu – 17 planches
#22 – septembre 1956

24.	Survival – 14 planches
25.	The Cabin Spoilers – 13 planches
Le numéro est complété par une aventure d’Alexander Mackenzie. Le concept devient à partir du numéro suivant Men of the Wilderness.
#23 – décembre 1956

26.	King Faces Bullets at Bad River – 14 planches
27.	The Riddle of Tetawnie – 13 planches
#24 – mars 1957

28.	The Wilderness Stallion – 14 planches
29.	The Mutineers – 13 planches
#25 – juin 1957

30.	The Dead Ringer – 14 planches
31.	The Phantom Gunner – 13 planches
#26 – septembre 1957

32.	Adrift – 13 planches
33.	The Carved Stick – 14 planches
#27 – décembre 1957

34.	Fugitive in Fur – 14 planches
35.	Floe Ice– 13 planches
#28 – mars 1958

36.	Trail of the Cougar – 14 planches
37.	The Captured Village – 13 planches

##### Four Color
Après l’abandon de la série, la dernière aventure parait de nouveau dans Four Color.

#935 – septembre 1958

38.	The Vanishing Herd – 14 planches
39.	Trouble at Avalanche Pass – 13 planches

## Les «cousins» de Dave King
Sergeant Preston of the Yukon fut d’abord un feuilleton radiophonique puis une série télévisée de 78 épisodes en noir et blanc de 3 saisons (1955-58). L’action se déroule dans le Yukon pendant la ruée vers l’or en 1890 et le brave mounty est secondé par son chien Yukon King.
4 numéros parus dans Four Color puis de novembre 1952 à janvier 1959, 25 parutions supplémentaires numérotées du #5 à #29.
Dick Daring of the Mounties est l’un des héros de Thrilling Pictures Library, une des revues de Fleetway Library. Cette revue, un peu comme Four Color chez Dell ou Showcase pour DC proposait des héros « tournants ». Dans le lot Battler Britton, Spy 13 que l’on connaît en France sous le titre de X-13, Robin Hood traduit chez nous par Oliver, Davy Crockett transformé ici en Caribou, etc.
En franchissant la Manche Dick Daring devenait chez Imperia Jim Canada avec près de 300 numéros. La production anglaise n’ayant pas été aussi importante, des artistes espagnols et italiens furent recrutés pour poursuivre la série.